# Cameraria cincinnatiella
The Gregarious Oak Leafminer Moth (Cameraria cincinnatiella) là một loài bướm đêm thuộc họ Gracillariidae. Nó được tìm thấy ở Québec và Hoa Kỳ (bao gồm Kentucky, Massachusetts, New York, Ohio, Wisconsin, Florida, Georgia, Illinois, Maryland, Michigan, Pennsylvania, Texas, Vermont, Connecticut và Colorado).
Sải cánh dài khoảng 15 mm. Ấu trùng ăn Quercus species, bao gồm Quercus alba, Quercus bicolor, Quercus macrocarpa, Quercus obtusiloba, Quercus prinus và Quercus stellata. Chúng ăn lá nơi chúng làm tổ.